# Jude Kelly
Judith " Jude " Pamela Kelly (Liverpool, março de 1954), é uma diretora e produtora de teatro britânica. Ela é fundadora e diretora da WOW Foundation, que organiza o Festival Anual Mulheres do Mundo, fundado em 2010. De 2006 a 2018, foi Diretora Artística do Southbank Centre em Londres.

## Infância e educação
Jude Kelly nasceu em Liverpool e o seu amor pelo teatro remonta à sua infância, quando encenava peças no seu quintal com os filhos dos vizinhos: "Sempre tive paixão por contar uma história", disse ela. Ela frequentou a Calder High School for Girls até os 13 anos, quando passou a fazer parte da Quarry Bank Comprehensive School, onde foi ensinada pelo antigo diretor de John Lennon, William Pobjoy, que incentivou seus alunos a serem criativos. Já determinada a se tornar diretora, ela escolheu estudar teatro na Universidade de Birmingham, um dos poucos cursos de graduação disponíveis na época. Jude se formou em Drama e Artes Teatrais em Birmingham em 1975, onde foi contemporânea da comediante, escritora e atriz Victoria Wood.

## Carreira
Jude Kelly fundou o Solent People's Theatre, uma companhia de turismo, em 1976, e foi diretora artística do Battersea Arts Center de 1980 a 1985. Ela se tornou a diretora fundadora do West Yorkshire Playhouse de 1990 a 2002, onde como diretora artística e depois CEO ajudou a torná-lo um centro de reconhecida excelência. Como diretora artística, ela fez parte do Comitê Consultivo Nacional para Cultura, Criatividade e Educação (NACCCE), liderado por Ken Robinson, que em 1999 escreveu o relatório All Our Futures, que levou a um investimento governamental significativo na criatividade dos jovens e educação cultural.
Ela dirigiu mais de 100 produções, inclusive para o Chichester Festival Theatre, a English National Opera (ENO), o Châtelet em Paris, França, e o West End de Londres.
Jude Kelly deixou o West Yorkshire Playhouse em 2002 para fundar a Metal Culture, fornecendo espaços de laboratório artístico em Liverpool, Peterborough e Southend, financiados pelo Arts Council England e pelas autoridades locais. O Metal fornece uma plataforma onde ideias e palpites criativos podem ser perseguidos; promove colaborações e projetos entre artes para afetar o ambiente construído, as pessoas, as comunidades e as filosofias.
Entre seus muitos sucessos como diretora, a produção de Singin' in the Rain de Jude Kelly foi transferida para o Royal National Theatre como uma de suas produções visitantes e recebeu o Prêmio Laurence Olivier de Melhor Produção Musical em 2001. Ela dirigiu Sir Ian McKellen em The Seagull and The Tempest, Patrick Stewart em Johnson Over Jordan e Othello, Dawn French em When We Are Married, e a English National Opera em The Elixir of Love (South Bank Award - Newcomer Opera) e On the Town, que foi a produção de maior sucesso do ENO na época, Carmen Jones e The Wizard of Oz no reformado Royal Festival Hall. Jude dirigiu também Flamenco sin Fronteras, de Paco Peña, em 2009.
Em 2006, tornou-se Diretora Artística do Southbank Centre, no centro de Londres, a maior instituição cultural da Grã-Bretanha. O Centro consiste no Royal Festival Hall, na Hayward Gallery, no Queen Elizabeth Hall (contendo a Sala Purcell ) e na Saison Poetry Library . Southbank Centre também administra a Arts Council Collection e organiza o programa National Touring Exhibitions em locais por todo o Reino Unido. A decisão de Jude Kelly de deixar o cargo de diretora artística após 12 anos, para se dedicar ao WOW, foi anunciada em janeiro de 2018.
Sua produção de 2018 de MASS de Leonard Bernstein no Royal Festival Hall foi descrita por um crítico como uma "oportunidade perdida".
A palestra de Jude Kelly em uma conferência TED de 2016, Por que as mulheres deveriam contar as histórias da humanidade, foi vista mais de 1,1 milhão de vezes.

### Festivais

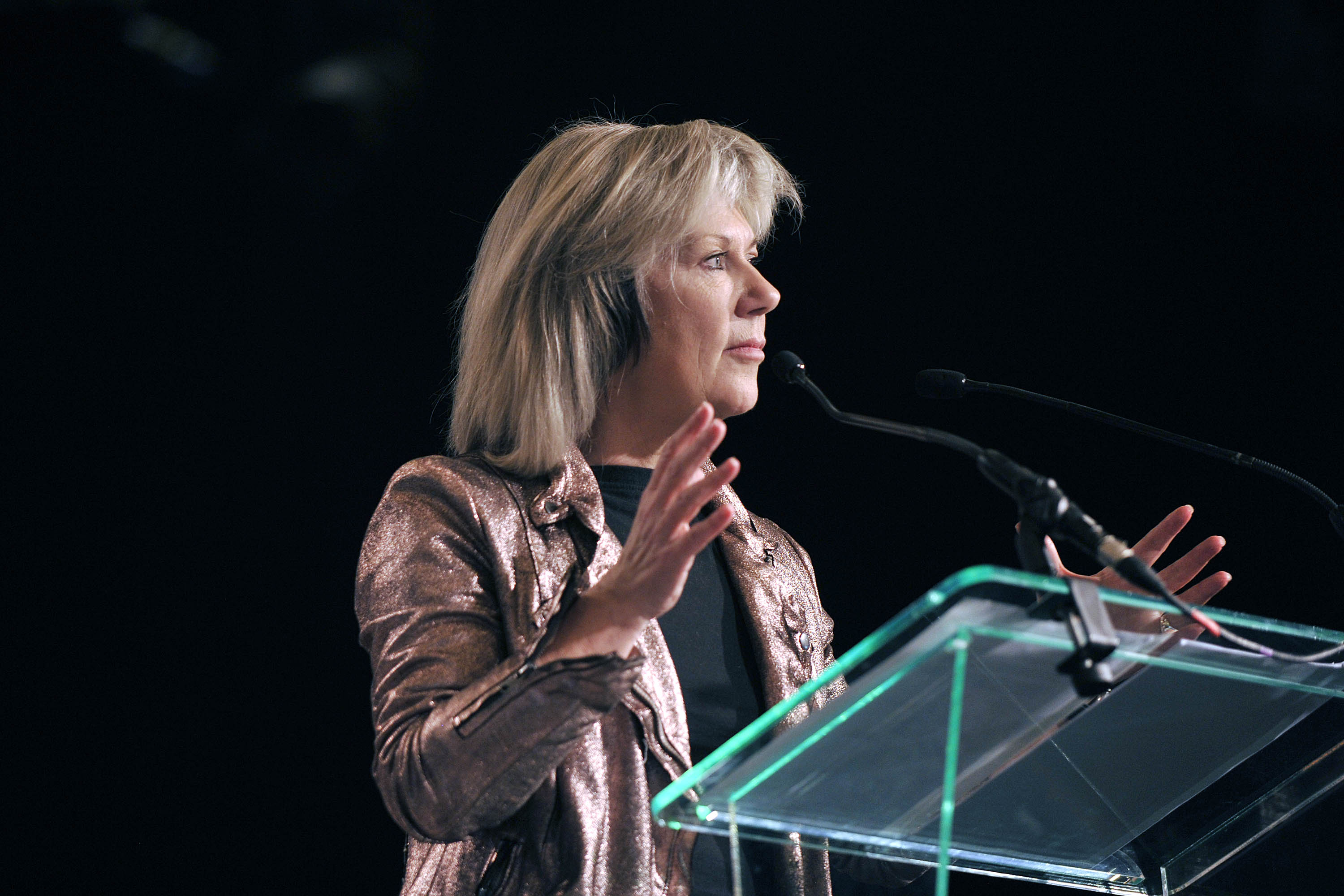
Jude Kelly falando no Festival Mulheres do Mundo, em 2014

Em 2010, fundou o Festival Mulheres do Mundo ( WOW ), realizado pela primeira vez no Southbank Centre, que celebra as conquistas das mulheres e meninas, bem como analisa os obstáculos que enfrentam, e que é agora um evento internacional anual.
Em 2014, fundou o Being a Man Festival (BAM), também realizado no Southbank Centre, um festival sediado no Reino Unido que aborda os desafios e pressões da identidade masculina no século XXI.

### Educação financeira
Ao lado de Olga Miler Christen, Jude Kelly fundou a Smartpurse Limited, em 2019, para fornecer consultoria financeira e educação para mulheres.

## Vida pessoal
Jude Kelly se casou com o ator, escritor e diretor Michael Bird (nome artístico Birch) em 1993. Com quem tem uma filha - a poetisa e dramaturga Caroline Bird (nascida em 1986) - e dois filhos, um dos quais morreu jovem.

## Reconhecimentos e prêmios
Em 2006, Jude Kelly foi a 8ª entre os "100 melhores jogadores do Theatreland" pelo jornal The Independent.
Jude representou a Grã-Bretanha na UNESCO em questões culturais, serviu no Comitê Consultivo de Artes da Royal Society of Arts e presidiu conjuntamente com Lord Puttnam o Comitê Consultivo de Currículos em Artes e Criatividade. Ela é presidente do Metal, membro do London Cultural Consortium e membro do Dishaa Advisory Group. Anteriormente, ela fez parte do conselho de Criatividade, Cultura e Educação (CCE), quando este dirigia o principal programa de aprendizagem criativa do governo, Parcerias Criativas, financiado pelo governo com £40 milhões por ano pelos departamentos de educação e cultura, trabalhando em uma em cada cinco escolas na Inglaterra, atingindo mais de 1 milhão de jovens com mais de 10 anos. Ela é Presidente do Conselho de Curadores da Noite Mundial do Livro e fez parte do Conselho das Olimpíadas Culturais, responsável por apresentar os aspectos criativos, culturais e educacionais dos Jogos Olímpicos e Paraolímpicos de Londres em 2012. Apesar do seu envolvimento nestes investimentos significativos do governo do Reino Unido nos dez anos anteriores, em 2013, ela afirmou que nenhuma ação foi tomada pelo estado em relação à educação cultural dos jovens desde o relatório NACCCE de 1999 ou a Revisão Henley em 2012.
Ela é professora visitante na Kingston University, na Leeds University e na Shanghai Performing Arts School.
Em outubro de 2012, Jude Kelly recebeu o prêmio BASCA Gold Badge em reconhecimento aos seus serviços prestados à música.
Em fevereiro de 2013, ela foi avaliada como uma das 100 mulheres mais poderosas do Reino Unido pela Woman's Hour na BBC Radio 4, e também reconhecida como uma das 100 mulheres da BBC. Já Oficial da Ordem do Império Britânico (OBE), foi nomeada Comandante da Ordem do Império Britânico (CBE) nas Honras de Ano Novo de 2015 pelos serviços prestados às artes.
Em setembro de 2018, para marcar o 50º aniversário da revista Time Out, ela foi uma das 50 pessoas que ajudaram a moldar a paisagem cultural de Londres e "tornar a cidade incrível".